# Enneàgon
En geometria, un enneàgon, també anomenat nonàgon,
és un polígon de nou costats i, per tant, de nou vèrtexs.
El nom "enneàgon" prové del grec antic enneagon, de ennea "nou" + gon "angle".

## Propietats
- Un enneàgon té 27 diagonals.
- Els angles interns sumen 1260 graus o 7π radiants.

## Enneàgon regular

Un enneàgon regular i els seus angles

L'enneàgon regular té tots els costats de la mateixa longitud i tots els seus angles iguals (angles congruents).
- Els angles interns d'un enneàgon regular són de 140º (ja que 1260º/9 = 140º).
- L'enneàgon regular no és construïble amb regle i compàs.[4]
- El perímetre és 9 vegades la longitud del seu costat, {\displaystyle L},

{\displaystyle P=9\cdot L}

### Àrea
L'àrea en funció del costat, {\displaystyle L}, i l'apotema, {\displaystyle a_{p}}, d'un enneàgon regular és 
{\displaystyle A={\frac {9\cdot L\cdot a_{p}}{2}}}
O bé, només en funció del costat, {\displaystyle L}, és
{\displaystyle A={\frac {9}{4}}\cdot {\frac {\sin(70^{\circ })}{\sin(20^{\circ })}}\cdot L^{2}\simeq 6.1818\cdot L^{2}}
O bé, només en funció de l'apotema, {\displaystyle a_{p}}, és
{\displaystyle A=9\cdot a_{p}^{2}\cdot {\frac {\sin(20^{\circ })}{\sin(70^{\circ })}}\simeq 3.2757\cdot a_{p}^{2}}